# Gnejusz Maliusz Maksymus
Gnejusz Maliusz Maksymus (łac. Gnaeus Mallius Maximus) – rzymski polityk, który dowodził armią konsularną w przegranej przez Rzymian bitwie pod Arausio w 105 p.n.e.
Homo novus (Cyceron Pro Plancio 12), który rozpoczął swoją polityczną karierę od pretury roku 108 p.n.e., po czym w wyborach na konsula roku 105 p.n.e. pokonał Kwintusa Katulusa (Cyceron Pro Murena 36). Dowodził jedną z armii rzymskich w bitwie z Cymbrami i Teutonami pod Arausio, podczas której w wyniku braku porozumienia z namiestnikiem w randze prokonsula Kwintusem Serwiliuszem Cepionem, Rzymianie ponieśli jedną z największych klęsk w historii (Kasjusz Dion Historia rzymska XXVII.90-94; Liwiusz Ab Urbe Condita – fragmenty utraconych dzieł LXVII).
Prawdopodobnie w wyniku działań trybuna ludowego Apulejusza Saturninusa w 103 p.n.e. skazany na wygnanie.